# 브레인 로트

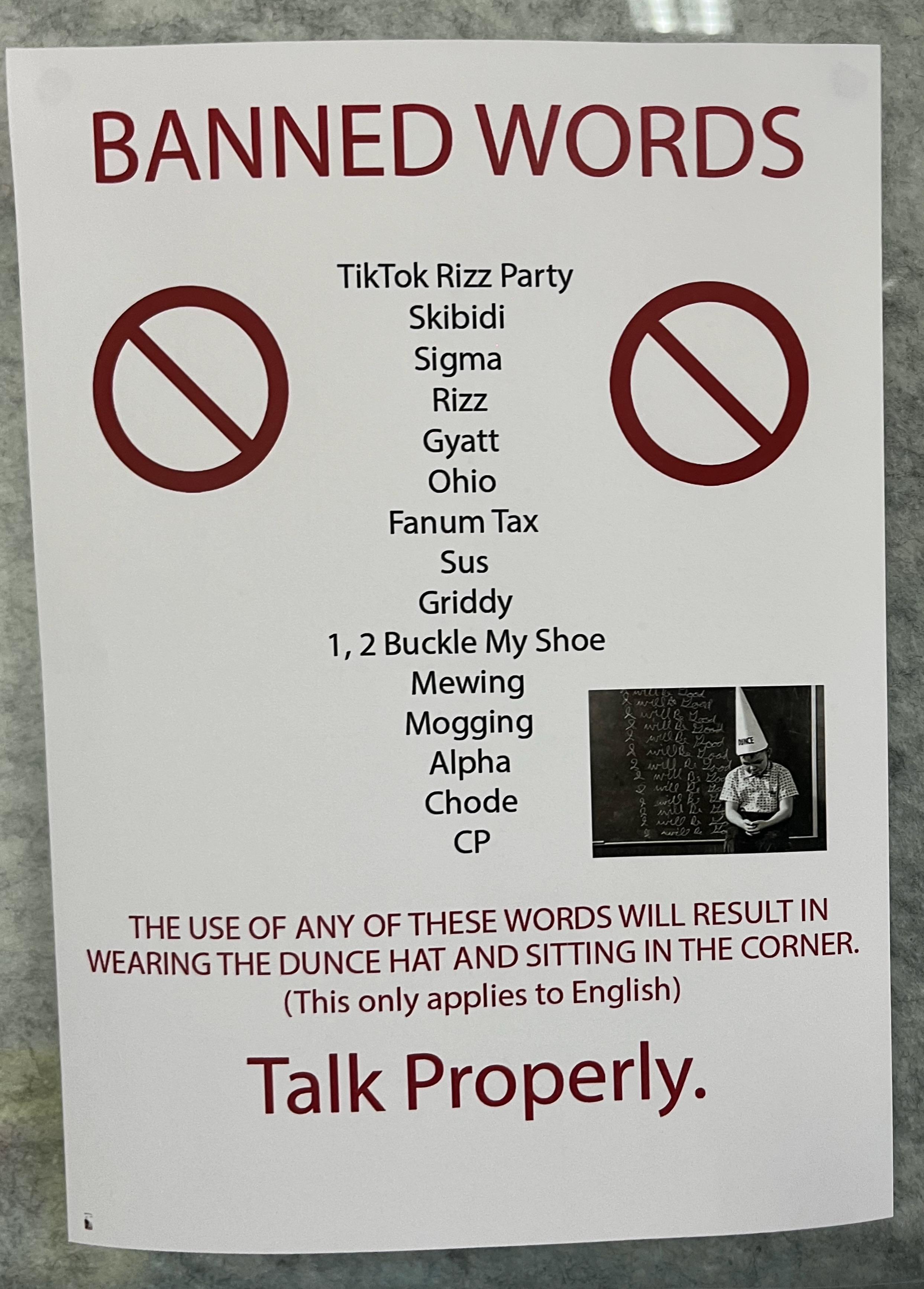
학교에서 '브레인 로트'로 악명 높은 단어와 구문 목록을 언급한 포스터가 금지되었다.

브레인 로트(brain rot, brainrot)는 인터넷 문화에서 품질이나 가치가 낮고 아무 의미가 없다고 여겨지는 인터넷 콘텐츠를 말하거나, 또는 그것으로 인해 발생하는 것으로 추정되는 부정적인 심리적, 인지적 영향을 설명하는 용어이다. 이 용어는 디지털 미디어를 과도하게 사용함으로써 발생하는 부정적인 영향, 특히 짧은 비디오 클립이나 '둠스크롤링'(doomscrolling)을 더 넓게 지칭하기도 한다. 이는 정신 건강에 영향을 미칠 수 있다. 이 용어는 Z세대(배저 배저 배저, Nyan cat, 란란루, Yee 등)와 알파세대(스키비디 토일렛, Happy Happy Happy, oiia cat, 이탈리안 브레인로트 등)의 온라인 문화에서 유래했으며, 주류 문화로 확산되었다. 이는 그림, 영상 생성 AI로 인해 폭발적으로 증가하여 2024년 옥스포드 올해의 단어로 선정되었다.

## 유래 및 사용
옥스퍼드 대학교 출판부에 따르면, 이 용어의 첫 기록은 1854년 헨리 데이비드 소로의 책 『월든(Walden)』으로 거슬러 올라간다. 소로는 지적 수준의 저하, 즉 복잡한 아이디어가 덜 높이 평가되는 현상을 비판하면서 이를 1840년대 유럽의 '감자 썩음'과 비교했다.
온라인에서의 사용은 2004년 초부터 시작된다. 2007년에는 트위터 사용자들은 '브레인 로트'이라는 용어를 데이팅 게임 쇼, 비디오 게임, '온라인 만남' 등을 설명하는 데 사용했다. 이 용어는 2010년대에 온라인에서 사용 빈도가 증가하다가, 2020년 디스코드에서 인터넷 밈으로 빠르게 인기를 끌었다. 2024년에 이는 알파세대가 '과도하게 온라인 문화에 몰입했다'고 표현하면서 알파세대의 디지털 습관을 비판하는 맥락에서 자주 사용된다. 또한, '브레인 로트'는 보통, 어떤 사람이 말할 때 거의 전부 인터넷 밈이나 유행어 같은 것만 사용하는 어휘 습관과 관련되어 있다. 2023년에서 2024년 사이에 옥스포드는 이 용어의 사용 빈도가 백만 단어당 230% 증가했다고 보고했다. 언어학자 브렌트 헨더슨은 이 용어가 기억에 남고 관련성이 높기 때문에 계속 사용될 것이라고 예측했다.
이 용어는 'skibidi; 스키비디'(유튜브 비디오 시리즈 '스키비디 토일렛(Skibidi Toilet)'을 지칭), 'rizz; 리즈'(매력), 'gyatt; 갸트'(엉덩이를 지칭), 'fanum tax; 파넘 텍스'(음식을 훔침), 'sigma; 시그마'(리더나 알파메일을 지칭), 'delulu; 델루루'(delusional; 망상성의의 축약형) 등 Z세대와 알파세대 소셜 미디어 사용자들 사이에서 유행하는 속어 및 트렌드와 자주 연결된다.

## 영향
이 용어는 'demure;데뮈르'나 'romantasy;로맨탐시'와 같은 다른 단어들을 제치고 2024년 옥스포드 올해의 단어로 선정되었다. 옥스포드 대학 출판부은 이 용어의 현대적 사용을 "특히 자극적이거나 도전적이지 않은 콘텐츠의 과도한 소비로 인한, 사람의 정신적 또는 지적 상태의 저하를 의미"한다고 정의한다.
같은 해, 호주 밀레니얼 세대인 파티마 페이먼(Fatima Payman)은 호주 의회에서 알파세대 속어를 사용하여 단기 연설을 하며 화제를 모았다. 그녀는 "우리 사회에서 자주 잊혀지는 세대"을 대상으로 하며 연설을 시작했고, 이후 Z세대와 알파세대를 언급하며 "남은 발언은 그들이 익숙한 언어로 진행하겠다"고 말했다. 페이먼은 정부의 14세 이하의 소셜 미디어 금지 계획을 비판하며, "여러분 중 일부는 아직 투표할 수 없지만, 나중에 투표할 때는 더 고트(goat)된 호주, 더 많은 아우라를 가진 정부에서 하게 되길 바란다. 스키비디(Skibidi)!"라고 마무리했다. 이 연설은 21살의 직원이 쓴 것으로, 일부는 이를 '온라인 세계 밖에서의 브레인 로트'의 사례로 분류했다.
2025년 세계 커뮤니케이션의 날에 교황 프란치스코가 소셜 미디어 사용을 줄이고 " putrefazione cerebrale(즉 브레인 로트)"를 피하라고 촉구하며 이 용어를 사용하기도 했다.

## 목록
브레인 로트에 해당하는 대표적 밈에는 유튜브 비디오 시리즈 '스키비디 토일렛'(Skibidi Toilet)이 있다. '스키비디 토일렛'은 아무 의미없이 단순히 변기에서 사람 머리가 튀어나와 '스키비디 토일렛'이라고 노래부르는 영상임에도 불구하고 조회수 2.3억회(2025년 기준)를 달성하였다.
- 배저 배저 배저
- Nyan Cat
- 란란루
- Yee

## 같이 보기
- Italian brainrot
- 엘사게이트
- 저급 문화
- 디지털 미디어 사용과 정신건강
- 뻘글
- AI 오물